# جيف كارول
جيف كارول (بالإنجليزية: Jeff Carroll)‏ (8 يناير 1984 في الولايات المتحدة - ) هو لاعب كرة قدم أمريكي في مركزي الوسط والدفاع. لعب مع دي.سي. يونايتد وBrooklyn Knights ‏ وReal Maryland F.C. ‏.

## وصلات خارجية
- جيف كارول على موقع الدوري الأمريكي (الإنجليزية)
- جيف كارول على موقع قاعدة بيانات كرة القدم.إي يو (الإنجليزية)